# Symmetric Digital Subscriber Line
SDSL (Symmetric Digital Subscriber Line) ist eine DSL-Zugangstechnik zu einem öffentlichen digitalen Netzwerk wie beispielsweise dem Telefonnetz über eine Telefonleitung. Im Gegensatz zu ADSL lassen sich Daten mit der gleichen Geschwindigkeit in beide Richtungen übertragen. SDSL wird meist von Geschäftskunden verwendet sowie zur Anbindung von Netzkomponenten der Netzbetreiber.

## Eigenschaften und Funktionen
Die SDSL-Technik ist eine von Netzbetreibern für die hochbitratige leitungsgebundene Datenübertragung im Teilnehmeranschlussbereich konzipierte Weiterentwicklung der HDSL-Technik und diente ursprünglich in erster Linie der Anbindung von Netzkomponenten im Zugangsnetz und der Bereitstellung von Primärmultiplexanschlüssen des ISDN. Der Unterschied zu HDSL besteht in der fortgeschrittenen Modulationstechnik von SDSL. Bisher wird vorwiegend eine SDSL-Variante eingesetzt, die eine Kupfer-Doppelader nutzt mit einer max. Bitrate von 2,36 Mbit/s und einer gegenüber den vorherrschenden ADSL-Varianten deutlich höheren Reichweite von bis zu 8 km. Varianten für zwei Doppeladern (Bonding) sind ebenfalls verfügbar und erreichen höhere Reichweiten. Alternativ zu Kupferadern ist auch eine Übertragung über Glasfaser (2 MBit/s, 11 MBit/s) möglich.
Die Bezeichnung „symmetrisch“ bezieht sich auf die Richtungsabhängigkeit der Datenrate: im Gegensatz zu ADSL unterstützt SDSL nur Betriebsarten, die in beide Richtungen mit derselben Datenrate arbeiten. ADSL arbeitet dagegen mit „asymmetrischen“, das heißt richtungs-unterschiedlichen Datenraten zwischen Nutzer und Access-Point. Die Datenraten von SDSL sind in den aktuell verfügbaren Geräten ganzzahlige Vielfache von 64 kbit/s: von 192 kbit/s bis zu 2,304 Mbit/s. Zu beachten ist, dass mittels Traffic-Shaping auch SDSL-Anschlüsse mit asymmetrischer Datenrate bereitgestellt werden können.
SDSL ist hinsichtlich Übersprechen (crosstalk) kompatibel mit Diensten wie POTS, ISDN oder anderen DSL-Techniken. Doppeladern, über die SDSL übertragen wird, können im selben Kabelbündel geführt werden, nicht aber im selben Sternvierer, da diese Verseilungsart für SDSL nicht geeignet ist. Als Leitungscode wird Trellis Coded Pulse Amplitude Modulation (TC-PAM) verwendet.
SDSL unterstützt nicht die Splitter-Technologie, die ADSL nutzt. Bei ADSL können POTS- und ISDN-Dienst über eine Frequenzweiche (den „DSL-Splitter“) ausgekoppelt werden, da ADSL nur im Frequenzbereich über den POTS und ISDN Diensten angesiedelt ist. Im Gegensatz dazu benötigt SDSL den gesamten Frequenzbereich – auch die bei ADSL für den Telefondienst reservierten dämpfungsarmen, reichweitenstarken unteren Frequenzen. Daher kann bei SDSL auf derselben Doppelader kein herkömmlicher Telefondienst übertragen werden; es handelt sich bei SDSL also um einen reinen Datenanschluss. Allerdings kann die SDSL-Bandbreite von mehreren gemultiplexten Kanälen gleichzeitig benutzt werden. Das können beispielsweise mehrere B-Kanäle für einen ISDN-Anschluss sein. Zudem kann Telefonie an SDSL-Anschlüssen über IP-Telefonie- und Next-Generation-Network-Architekturen bereitgestellt werden.
SDSL wurde nicht nur vom Europäischen Institut für Telekommunikationsnormen (ETSI) unter der Norm TS101524, sondern auch von der ITU unter der Norm G.991.2 standardisiert, allerdings unter dem Namen SHDSL: Single-Pair High-Speed Digital Subscriber Line (SHDSL). In der Regel handelt es sich bei den heute in Deutschland installierten SDSL-Anschlüssen um Anschlüsse nach dieser G.SHDSL-Norm.
A und S in der Namensgebung haben nichts mit asynchroner oder synchroner Datenübertragung zu tun. ADSL und SDSL sind jeweils Übertragungsstandards für asynchrone Übertragung.

## Gerätetechnik
SDSL-Strecken können inzwischen nicht nur mit SDSL-NTs aufgebaut werden, sondern es gibt auch Bridges und Router mit SDSL-Interface. Für lange Strecken sind SDSL-Repeater erhältlich, die im Gegensatz zu der üblichen Repeatertechnik nicht nur das Signal regenerieren, sondern auch eine Reihe von Überwachungsfunktionen beherrschen.
Zur Übertragung über Glasfaserstrecken können entsprechende Medienkonverter eingesetzt werden, die etwa einen lokalen S2M-(Primärmultiplex)anschluss auf eine optische SDSL-Leitung umsetzen.